# 五十年祭
『五十年祭』（ごじゅうねんまつり）は、THE ALFEE初のトリビュート・アルバム。
2024年8月14日に発売された。

## 概要
THE ALFEEが2024年8月25日にてレコードデビュー50周年を迎えることを記念し、11組のアーティストが集結し制作された初のトリビュート・アルバム。

## 収録曲
1. メリーアン（打首獄門同好会）
ギターの大澤敦史によると、ギターを3本も持ち替えつつレコーディングしたためライブの再現が不可能になってしまったという[6]。
2. サファイアの瞳（宮野真守）
3. 恋人達のペイヴメント（西川貴教）
4. シンデレラは眠れない（Chilli Beans.）
5. さすらい酒（怒髪天）
6. COMPLEX BLUE -愛だけ哀しすぎて-（坂本冬美）
7. My Truth（東京03）
3人によるスイッチボーカル形式となっている。元々THE ALFEEのファンである飯塚悟志が、番組やイベントで坂崎と共演した際に同曲をカバーしたことがあった[7]。
アレンジと演奏で宮永治郎が参加[8]。
8. 風曜日、君をつれて（氣志團）
9. 木枯しに抱かれて…（スチャダラパー feat. LUVRAW）
10. 鋼鉄の巨人（SEX MACHINEGUNS）
2007年にANCHANGがソロ名義で「メリーアン」をカバーしており、今回はバンドとしてのカバーとなった。
11. 星空のディスタンス（TUBE）

## 演奏
- 大澤敦史：Guitar & Vocal (#1)
- 河本あす香：Drums & Vocal (#1)
- Junko：Bass & Vocal (#1)
- 宮野真守：Vocal (#2)
- 西川貴教：Vocal (#3)
- 岩城直也：Conductor (#3)
- Naoya Iwaki Pops Orchestra：Strings, Flute, Oboe, Horn, Snare Drum, Percussion, Timpani (#3)
- 朝川朋之：Harp (#3)
- Moto：Vocal (#4)
- Maika：Bass & Vocal (#4)
- Lily：Guitar & Vocal (#4)
- Chilli Beans.：Programming (#4)
- 増子直純：Vocal (#5)
- 上原子友康：Guitar, Bass & Backing Vocal (#5)
- 坂詰克彦：Drums & Backing Vocal (#5)
- 坂本昌之：Piano & Rhodes (#6)
- 鈴木正人：Wood Bass (#6)
- 島村英二：Drums (#6)
- 増崎孝司：Electric Guitar, Gut Guitar (#6)
- 石亀協子ストリングス：Strings (#6)
- 東京03 (飯塚悟志、豊本明長、角田晃広)：Vocal (#7)
- 宮永治郎：Programming, Bass & Guitars (#7)
- 綾小路翔：DRAGON VOICE & ALFEE ADDICTION (#8)
- 早乙女光：DANCE & SCREAM & HARMONY (#8)
- 西園寺瞳、星グランマニエ：Guitar & Harmony (#8)
- 白鳥松竹梅：Bass & Harmony (#8)
- 叶亜樹良：Drums (#8)
- LUVRAW：Talkbox (#9)
- Koji Matsuda (SLY MONGOOSE)：Keyboards (#9)
- ANCHANG：Vocal & Guitar (#10)
- SHINGO☆：Bass (#10)
- THOMAS：Drums (#10)
- 前田亘輝：Vocal (#11)
- 春畑道哉：Steel Guitar, Ukulele, Acoustic Guitar & Chorus (#11)
- 角野秀行：Bass, Chorus (#11)
- 松本玲二：Drums, Percussions & Chorus (#11)
- 落合宏文：Ukulele (#11)
- 佐藤晶：Programming (#11)